# Louie (Fernsehserie)
Louie ist eine US-amerikanische Sitcom, die von Louis C. K. entwickelt wurde. Louis C. K. ist neben Schöpfer, Autor und Produzent auch der Hauptdarsteller der Serie. Er verkörpert eine fiktionale Version von sich selbst, ein Stand-up-Comedian und frisch geschiedener Vater von zwei Töchtern in New York City. Die Show hat ein für Comedyserien atypisches Format, da unzusammenhängende Erzählstränge und Segmente aus dem Leben von Louie dargestellt werden, unterbrochen von Live Stand-up Auftritten. Die Erstausstrahlung in den Vereinigten Staaten erfolgte am 29. Juni 2010 beim Kabelsender FX.
Die Serie erhielt in den USA weitgehend positive Kritiken und konnte unter anderem einen Emmy, einen Writers Guild of America Award, zwei AFI Awards sowie einen Satellite Award gewinnen.
Die Ausstrahlung der vierten Staffel wurde in den USA im Juni 2014 beendet; eine siebenteilige fünfte Staffel wurde im Juli 2014 in Auftrag gegeben und von 9. April bis 28. Mai 2015 ausgestrahlt.
Nachdem im November 2017 Vorwürfe der sexuellen Belästigung gegen Hauptdarsteller Louis C.K. erhoben wurden und er diese auch zugab, verkündete Sender FX das Ende der Zusammenarbeit und die Einstellung der Serie.

## Handlung
Die Serie basiert sehr frei auf dem Leben von Louis C. K. als frisch geschiedener Vater von zwei Töchtern und als Stand-Up-Comedian. Jede Episode behandelt zwei Geschichten, die nicht zwangsläufig zusammenhängen, oder aber eine einzige längere Geschichte.
Unterbrochen werden die Erzählstränge von C. K.s Live-Auftritten, meist in kleinen New Yorker Comedy Clubs, hauptsächlich im Comedy Cellar und Carolines in Manhattan. Die Stand-Up-Einlagen sind Originalmaterial, welches für die Serie aufgenommen wurde.
Die Pilotfolge zeigt Segmente eines Schulausflugs und eines peinlichen ersten Dates. Dabei werden Themen angesprochen wie Scheidung, Sex, Depression, sexuelle Orientierung und Probleme der katholischen Kirche.

## Figuren
Als einzige Figur tritt Louis C. K. (als Louie) in jeder einzelnen Episode auf. Die Serie verfügt über keine feste Besetzung, stattdessen treten viele Gaststars auf. Als Stand-Up-Comedian in New York besteht Louis soziales Umfeld weitgehend aus Komikern. Daher sind in Gastauftritten ebenfalls oft andere Stand-Up-Comedians und Schauspieler, wie zum Beispiel Nick DiPaolo, Todd Barry, Jim Norton, Sarah Silverman und Chris Rock, zu sehen.
Meist zeigen die Episoden den Umgang von Louie mit neuen Figuren. Es gibt jedoch auch immer wiederkehrende Figuren, wie zum Beispiel seine beiden Töchter Lilly und Jane. Ebenso Pamela, gespielt von Pamela Adlon, die bereits in der Serie Lucky Louie an der Seite von Louis C. K. gespielt hat.
Auffällig ist, dass in Louies Umfeld keine wirkliche Kontinuität besteht. So wird seine Ex-Frau immer wieder von anderen Schauspielerinnen verkörpert und Geschwister treten in manchen Folgen auf und werden anschließend nicht mehr erwähnt.

## Ausstrahlung
Die ersten drei produzierten Staffeln von Louie haben jeweils 13, die vierte 14 und die fünfte 8 Episoden. Die erste Staffel wurde vom 29. Juni bis zum 7. September 2010 bei FX ausgestrahlt. Auch die zweite und dritte Staffel starteten jeweils Ende Juni und endeten im September. Im Juli 2012 gab FX die Produktion einer vierten Staffel bekannt. Die Ausstrahlung der vierten Staffel erfolgte vom 5. Mai bis zum 16. Juni 2014.

## DVD- und Blu-ray-Veröffentlichungen
20th Century Fox veröffentlichte die erste Staffel am 21. Juni 2011 auf DVD und Blu-ray. Die zweite Staffel erschien am 19. Juni 2012 auf DVD und Blu-ray.